# El Zanjón, Oaxaca
El Zanjón är en ort i Mexiko.   Den ligger i kommunen Villa de Tututepec de Melchor Ocampo och delstaten Oaxaca, i den sydöstra delen av landet, 400 km söder om huvudstaden Mexico City. El Zanjón ligger 32 meter över havet och antalet invånare är 121.
Terrängen runt El Zanjón är kuperad åt nordost, men åt sydväst är den platt. Runt El Zanjón är det ganska glesbefolkat, med 34 invånare per kvadratkilometer. Närmaste större samhälle är Santa Rosa de Lima, 3,6 km sydväst om El Zanjón. Omgivningarna runt El Zanjón är en mosaik av jordbruksmark och naturlig växtlighet.